# Ellipsoptera lepida
Ellipsoptera lepida – gatunek chrząszcza z rodziny biegaczowatych i podrodziny trzyszczowatych.
Gatunek ten opisany został w 1831 roku przez Pierre’a F.M.A. Dejeana, jako Cicindela lepida.
Chrząszcz o ciele długości od 9 do 11 mm. Barwa głowy, przedplecza i tła pokryw metalicznie zielona, niebieskawa lub miedziana. Kolorystyka tła nie zależy od populacji. Białe plamy na pokrywach zlewają się i zajmują prawie całą powierzchnię, w postaci rozproszonych kropek przenikają też na środkową część na której widać tło. Czułki i odnóża mają barwę jasnosłomkową lub białawą. Zielonkawo-miedziany spód ciała pokrywają białe, gęste, włosowate szczecinki.
Dorosłe spotka się od marca do października. Są aktywne głównie przed zmierzchem, a nocami przylatują do światła. Występują samotnie i w małych zagęszczeniach. Zaniepokojone zastygają w bezruchu. Zwykle latają na krótkie dystanse (2-5 m), ale niekiedy w locie poziomym przechwytywane są przez prądy powietrza i przenoszone na większe odległości. Gatunek ten przechodzi dwu- lub trzyletni cykl życiowy. Larwy żyją w wykopanych przez siebie w piaszczystym podłożu norkach o długości od pół do nawet trzech metrów.
Trzyszczowaty ten zasiedla tereny piaszczyste, jak wydmy nadbrzeżne i wewnątrzlądowe, pobrzeża wód i skraje otwartych lasów. Notowany od południowej Kanady po północny Meksyk. W USA podawany z wschodniej Montany, Dakoty Północnej, Dakoty Południowej, wschodniego Wyoming, Nebraski, Kansas, wschodniego Kolorado, północno-wschodniej Nevady, Utah, północnej Arizony, północnego i zachodniego Nowego Meksyku, zachodniej i południowej Minnesoty, Iowa, Missouri, Arkansas, północnego Teksasu, Missisipi, zachodniej Alabamy, Wisconsin, Illinois, zachodnich rubieży Tennessee, Kentucky, Indiany, Ohio, Michigan, Pensylwanii, Nowego Jorku, New Jersey, Delaware i Maryland. W Minnesocie w 1988 roku znany był tylko z pięciu stanowisk i uważany za zagrożony, z powodu możliwości zniszczenia tychże siedlisk.